# Arco árabe de Ágreda
Se conoce como arco árabe de Ágreda, puerta árabe de Ágreda o arco califal de Ágreda al portón califal de arco en herradura enjarjado situado en lo que era el barrio árabe de la villa soriana de Ágreda, en Castilla y León, España.

## Historia
Este portón era uno de los dos accesos a la muralla árabe de Ágreda que se conservan en la actualidad, de los cuatro que había originalmente. Al igual que la muralla data del siglo X.